# Robert Aramayo
Robert Aramayo (Kingston upon Hull, 6 de novembro de 1992) é um ator inglês. De 2016 a 2017, ele interpretou o jovem Eddard Stark na sexta temporada da série Game of Thrones da HBO. Em 2021, Aramayo estreou na série da Netflix intitulada Behind Her Eyes. Em 2022, ele interpretou o papel de Elrond na série The Lord of the Rings: The Rings of Power, da Amazon Prime.

## Vida e carreira
A carreira de ator de Aramayo começou aos sete anos de idade, quando desempenhou o papel de Bugsy Malone em uma produção de sua escola primária. Aos dez anos, ele ingressou no Hull Truck Youth Theatre, atuando em cerca de três peças por ano. Sua irmã mais velha Laura, também começou a carreira de atriz na Hull Truck Youth Theatre e estudou drama na Arden School of Theatre em Manchester.
Ele frequentou o Wyke College em Hull. Em 2011, ele ganhou um lugar na prestigiada Juilliard School na Cidade de Nova Iorque. Seu desempenho em uma produção da Juilliard, A Clockwork Orange de Anthony Burgess como Alex, o personagem principal, lhe valeu seu primeiro papel em filmes, na produção ítalo-americana Jogo de Amor em Florença ["Lost in Florence"].
Ele interpretou o papel do jovem Eddard Stark na sexta e na sétima temporada da série Game of Thrones, da HBO.
Aramayo desempenhou o papel do engenheiro mecânico e co-fundador da Harley-Davidson, William S. Harley, na minissérie Harley and the Davidsons do Discovery Channel, lançada em três episódios de 5 a 7 de setembro de 2016 no Discovery. Ele também apareceu no mesmo ano no filme Animais Noturnos ["Nocturnal Animals"] de Tom Ford. Ele terá um papel na minissérie Lewis and Clark da HBO.

## Filmografia

### Cinema
| Ano  | Título            | Papel                 |
| ---- | ----------------- | --------------------- |
| 2016 | Nocturnal Animals | Turk                  |
| 2017 | Lost in Florence  | Sal                   |
| 2018 | Galveston         |                       |
| 2018 | The Empty Man     | Keating               |
| 2019 | Stray Dolls       | Jimmy                 |
| 2019 | Eternal Beauty    | Johnny                |
| 2020 | Antebellum        | Daniel                |
| 2020 | The Empty Man     | Garrett               |
| 2021 | The King's Man    | Sargento Major Atkins |

### Televisão
| Ano       | Título                                    | Papel                 | Canal             | Notas                                                                                               |
| --------- | ----------------------------------------- | --------------------- | ----------------- | --------------------------------------------------------------------------------------------------- |
| 2016–2017 | Game of Thrones                           | Jovem Ned Stark       | HBO               | 4 episódios ("Oathbreaker", "Blood of My Blood", "The Winds of Winter" e "The Dragon and the Wolf") |
| 2016      | Harley and the Davidsons                  | William S. Harley     | Discovery Channel | |
| 2019      | Mindhunter                                | Elmer Wayne Henley Jr | Netflix           | 1 episode                                                                                           |
| 2021      | Behind Her Eyes                           | Rob                   | Netflix           | |
| 2022      | The Lord of the Rings: The Rings of Power | Elrond                | Amazon            | |